# De la méthode mathématique
De la méthode mathématique est un texte de Bernard Bolzano extrait de son ouvrage Introduction à la Théorie des grandeurs. Ce texte résume quelques-unes des plus importantes innovations en logique de Bolzano et présente sa philosophie des mathématiques, conçue en opposition avec celle que présente Kant dans sa Critique de la raison pure. Bolzano l’a choisi pour l’envoyer à Franz Exner, professeur de philosophie à l’Université de Prague à partir de 1831.